# Miss Venezuela 2023
Miss Venezuela 2023 fue la 70.ª edición del certamen Miss Venezuela. Se llevó a cabo el 7 de diciembre de 2023 en el Centro Comercial Líder en Caracas, Venezuela. Veinticinco candidatas de distintas regiones y estados del país compitieron por el título. Al final del evento, Diana Silva, Miss Venezuela 2022 del Distrito Capital, coronó a Ileana Márquez, de Amazonas como su sucesora.

## Resultados del Miss Venezuela 2023
| Posición                          | Candidata |
| --------------------------------- | --- |
| Miss Venezuela 2023               | - Amazonas - Ileana Márquez |
| Miss International Venezuela 2023 | - Guárico - Sakra Guerrero |
| Primera finalista                 | - Anzoátegui - Giorgiana Rosas |
| Segunda finalista                 | - Mérida - Daniela Celis |
| Tercera finalista                 | - Yaracuy - Cindy Granadillo |
| Top 10                            | - Cojedes - Sheba Sichini - Delta Amacuro - Dayana Lara - Nueva Esparta - Katherine Sena - Sucre - Anakristina Rivero - Táchira - Minerva Chuello |

## Premiaciones especiales
| Premio          | Candidata                     |
| --------------- | ----------------------------- |
| Miss Fotogénica | - Amazonas - Ileana Márquez   |
| Miss Amistad    | - Aragua - Georgette Musrie   |
| Miss Elegancia  | - Amazonas - Ileana Márquez   |
| Mejor Diseño    | - Lara - Mariam Samira Habach |

## Gala de las Bandas Especiales
Las siguientes premiaciones serán otorgados por el voto popular a través de la página oficial de Miss Venezuela y su cuenta oficial de Instagram y Twitter.
| Premio                     | Candidata                             |
| -------------------------- | ------------------------------------- |
| El Rostro Ideal            | - Aragua - Georgette Musrie           |
| Miss Belleza Extrema       | - Anzoátegui - Giorgiana Rosas        |
| Miss Belleza sin Límites   | - Mérida - Daniela Celis              |
| Miss Coloración Radiante   | - Distrito Capital - Victoria Abuhazi |
| Miss Elegancia en Tacones  | - Yaracuy - Cindy Granadillo          |
| Miss Figura                | - Anzoátegui - Giorgiana Rosas        |
| Miss Influencer            | - Mérida - Daniela Celis              |
| Miss Líder                 | - La Guaira - Graciela Altuve         |
| Miss Manos de Pasarela     | - Yaracuy - Cindy Granadillo          |
| Miss Pelo Lindo            | - Táchira - Minerva Chuello           |
| Miss Perfume de la Belleza | - Lara - Mariam Habach                |
| Miss Siempre Original      | - Monagas - Rosmellys Romero          |
| Miss Simpatía Criolla      | - Guárico - Sakra Guerrero            |

## Candidatas
25 candidatas compitieron por el título:
(En la tabla se utiliza su nombre completo, los sobrenombres van entrecomillados y los apellidos utilizados como nombre artístico, entre paréntesis; fuera de ella se utilizan sus nombres «artísticos» o simplificados)
| Estado                 | Candidata                             | Edad | Estatura        | Ciudad natal            |
| ---------------------- | ------------------------------------- | ---- | --------------- | ----------------------- |
| Amazonas               | Ileana del Carmen Márquez Pedroza     | 27   | 1,70 m (5′ 7″)  | Valencia                |
| Anzoátegui             | Giorgiana Carolina Rosas Rodríguez    | 24   | 1.66m           | Lecheria                |
| Apure                  | Raulimar Sthephani Díaz Vargas        | 28   | 1,73 m (5′ 8″)  | San Juan de los Morros  |
| Aragua                 | Georgette Gabriela Musrie Efeisa      | 22   | 1,70 m (5′ 7″)  | Maracay                 |
| Barinas                | Racha Saab Hatoum                     | 28   | 1,78 m (5′ 10″) | Timotes                 |
| Bolívar                | Argiannis Isabel Luna Millán          | 26   | 1,70 m (5′ 7″)  | Ciudad Bolívar          |
| Carabobo               | Mariángela Valentina Ramírez Ortegano | 19   | 1,78 m (5′ 10″) | Valencia                |
| Cojedes                | Sheba Eunice Sichini Comunian         | 23   | 1,79 m (5′ 10″) | Bejuma                  |
| Delta Amacuro          | Dayana del Carmen Lara Escobar        | 27   | 1,73 m (5′ 8″)  | Bejuma                  |
| Dependencias Federales | Irmar Adrianeth Cabrices Espinoza     | 24   | 1,70 m (5′ 7″)  | Caja Seca               |
| Distrito Capital       | María Victoria Sinaí Abuhazi Ceballos | 22   | 1,70 m (5′ 7″)  | Caracas                 |
| Falcón                 | Cynthia Paola Boscán Pereira          | 22   | 1,75 m (5′ 9″)  | Maracaibo               |
| Guárico                | Sakra Del Valle Guerrero Roldán       | 23   | 1,73 m (5′ 8″)  | San Juan de los Morros  |
| La Guaira              | Graciela Carolina Altuve Mendoza      | 26   | 1,72 m (5′ 8″)  | La Guaira               |
| Lara                   | Mariam Samira Habach Wahbi            | 28   | 1,74 m (5′ 9″)  | Barquisimeto            |
| Mérida                 | Daniela Celis González                | 25   | 1,75 m (5′ 9″)  | Mérida                  |
| Miranda                | María Gabriela Martínez García        | 26   | 1,72 m (5′ 8″)  | Caracas                 |
| Monagas                | Rosmellys Ysabel Romero Guevara       | 22   | 1,74 m (5′ 9″)  | Maturín                 |
| Nueva Esparta          | Katherine Marie Sena Paiva            | 23   | 1,70 m (5′ 7″)  | Caracas                 |
| Portuguesa             | Yuliana Paola Hidalgo Morán           | 24   | 1,73 m (5′ 8″)  | Maracaibo               |
| Sucre                  | Anakristina Rivero Quero              | 24   | 1,71 m (5′ 7″)  | Valencia                |
| Táchira                | Minerva Alejandra Chuello Cantor      | 23   | 1,76 m (5′ 9″)  | San Antonio del Táchira |
| Trujillo               | Omaira Carolina Morales Castro        | 28   | 1,70 m (5′ 7″)  | Monay                   |
| Yaracuy                | Cindy Mar Stefany Granadillo Escobar  | 28   | 1,74 m (5′ 9″)  | Maracaibo               |
| Zulia                  | Flor Sarahy «Sara» Jordán Vílchez     | 28   | 1,79 m (5′ 10″) | Maracaibo               |

### Suplencias
- Victoria Katherina Marques Romero (Carabobo) renunció a su título por razones de índole personal. Mariángela Valentina Ramírez Ortegano, Primera finalista de Miss Carabobo 2023, fue designada para sustituir a la ganadora.

## Sobre los estados en Miss Venezuela 2023

### Estados que regresan a la competencia
- Dependencias Federales que compitió por última vez en 2013.